# 220736 Niihama
220736 Niihama este un asteroid din centura principală de asteroizi.

## Descriere
220736 Niihama este un asteroid din centura principală de asteroizi. A fost descoperit pe 11 octombrie 2004 la Nakagawa de H. Hori și Hiroshi Maeno. Asteroidul prezintă o orbită caracterizată de o semiaxă mare de 3,16 ua, o excentricitate de 0,24 și o înclinație de 25,3° în raport cu ecliptica.